# Trois Corniauds en vadrouille
Pour les articles homonymes, voir Corniaud et Olsen-banden.
Pour plus de détails, voir Fiche technique et Distribution.
Trois Corniauds en vadrouille (Olsenbanden – Operasjon Egon) est une comédie policière réalisée par Knut Bohwim (no) et sortie en 1969. C'est un remake norvégien du film danois La Bande à Olsen, sorti un an plus tôt.

## Fiche technique
Sauf indication contraire, les informations mentionnées dans cette section peuvent être confirmées par la base de données cinématographiques IMDb,  présente dans la section « Liens externes ».
- Titre original : Olsenbanden – Operasjon Egon ou Olsenbanden[2]
- Titre français : Trois Corniauds en vadrouille ou Les Ribouldingues ou La Bande à Olsen fait sauter la Banque mondiale[3]
- Réalisateur : Knut Bohwim (no)
- Scénario : Henning Bahs (no), Knut Bohwim
- Photographie : Mattis Mathiesen (no)
- Montage : Leif Erlsboe (de)
- Costumes : Toril Paasche
- Musique : Egil Monn-Iversen
- Producteurs : Knut Bohwim
- Société de production : Teamfilm AS
- Pays de production :  Norvège
- Langue de tournage : norvégien
- Format : Couleur (Eastmancolor) - 1,66:1 - Son mono - 35 mm
- Durée : 82 minutes
- Genre : Comédie et film de gangsters
- Dates de sortie :
  - Norvège : 11 août 1969
  - France : 13 mars 1972[3]

## Distribution
- Arve Opsahl : Egon Olsen
- Sverre Holm (no) : Benny Fransen
- Carsten Byhring (no) : Kjell Jensen
- Aud Schønemann (no) : Valborg Jensen
- Sverre Wilberg (no) : Commissaire Hermansen
- Georg Richter (no) : Le directeur de la police
- Solfrid Heier (no) : Ulla
- Willie Hoel (no) : Hansen
- Ingeborg Cook (no) : Conny
- Henry Hagerup (no) : L'ambassadeur allemand
- Pål Johannessen (no) : Basse Jensen
- Stein Thorsrud : Birger Jensen
- Kari Diesen (no) : La vendeuse du sex-shop
- Birger Løvaas (no) : Un pompiste
- Per Arne Knobelauch : Le photographe de porno
- Ulf Wengård (no) : Dreng
- Leif Enger (no) : Le suspect
- Sverre Anker Ousdal (no) : Un pompiste
- Ivar Medaas (no) : Lensmannen
- Bjarne Bø (no) : La chauffeur de Mercedes

## Suites
Treize suites ont vu le jour, sans compter la série dérivée Olsenbanden Junior. Les films sont le plus souvent des remakes des films de la série originale danoise.
- 1970 : Olsenbanden og Dynamitt-Harry
- 1972 : Olsenbanden tar gull
- 1973 : Olsenbanden og Dynamitt-Harry går amok
- 1974 : Olsenbanden møter Kongen og Knekten
- 1975 : Olsenbandens siste bedrifter
- 1976 : Olsenbanden for full musikk
- 1977 : Olsenbanden og Dynamitt-Harry på sporet
- 1978 : Olsenbanden og Data-Harry sprenger verdensbanken
- 1979 : Olsenbanden mot nye høyder
- 1981 : Olsenbanden gir seg aldri
- 1982 : Olsenbandens aller siste kupp
- 1984 : …men Olsenbanden var ikke død
- 1999 : Olsenbandens siste stikk